# 5137 Frevert
5137 Frevert è un asteroide della fascia principale. Scoperto nel 1990, presenta un'orbita caratterizzata da un semiasse maggiore pari a 2,5635976 UA e da un'eccentricità di 0,0713626, inclinata di 14,20437° rispetto all'eclittica.
L'asteroide è dedicato all'astronomo tedesco Friedrich Frevert.